# 川名陽介
川名 陽介（かわな ようすけ、1980年7月30日 - ）は、えりオフィス所属の日本の俳優。東京都出身。身長173 cm。体重58 kg。

## 略歴
中央大学文学部社会学科卒業。

## 人物
特技はラテ・アート、乗馬、生き物に関する知識。
趣味は旅行（特に自転車旅行）、映画鑑賞、観劇。
乗馬ライセンス5級の資格を持っている。

## 出演

### テレビドラマ
- 「コード・ブルー -ドクターヘリ緊急救命-」（フジテレビ） - 川名陽介 役
  - 1st season（2008年7月3日 - 9月11日）[2]
  - 新春スペシャル -明日への別れ-（2009年1月10日）
  - 2nd season（2010年1月11日 - 3月22日）
- 「夏の恋は虹色に輝く」第8話 - 最終話（2010年9月6日 - 9月20日、フジテレビ） - 中村宏 役
- 「ダーティ・ママ!」第7話（2012年2月22日、日本テレビ） - スポーツキャスター 役
- 「パパドル!」（2012年、TBS） - ダイジェスト版ナレーション
- 「天の方舟」第1話（2012年12月9日、WOWOW） - 保険営業マン（声） 役
- 「ラストホープ」（2013年1月15日 - 3月26日、フジテレビ） - 看護師 役
- 「相棒」（テレビ朝日）
  - 第11シリーズ 第16話（2013年2月20日） - アナウンサー（声） 役
  - 第14シリーズ 最終話（2016年3月16日） - アナウンサー 役[3]
  - 第15シリーズ
    - 第3話（2016年10月26日） - 小松崎（声） 役
    - 第13話（2017年2月1日） - リポーター 役[4]

  - 第17シリーズ 最終話（2019年3月20日） - アナウンサー（声） 役
  - 第19シリーズ 第7話（2020年11月25日） - 記者 役
- 「遺留捜査」第3シリーズ 第1話（2013年4月17日、テレビ朝日） - アナウンサー 役
- 「血の轍」最終話（2014年2月9日、WOWOW） - 記者 役[5]
- 土曜ワイド劇場（テレビ朝日）
  - 「デパート仕掛け人!天王寺珠美の殺人推理」第7作（2014年5月17日） - アナウンサー 役[6]
  - 「特捜セブン～警視庁捜査一課7係」（2016年2月27日） - 記者 役[7]
  - 「西村京太郎トラベルミステリー」第66作（2016年7月2日）[8]
- 月曜ゴールデン「警視庁機動捜査隊216」第4作（2014年9月8日、TBS） - ナレーション
- 「女はそれを許さない」最終話（2014年12月23日、TBS） - リポーター 役[9]
- 「永遠の0」（2015年2月11日 - 2月15日、テレビ東京） - 搭乗員 役
- 「ドS刑事」（2015年4月11日 - 6月20日、日本テレビ） - マスコミ記者 役
- 「石の繭 殺人分析班」第1話・第2話（2015年8月16日・8月23日、WOWOW） - 警察無線（声） 役[10]
- 「ナイトヒーロー NAOTO」第5話（2016年5月14日、テレビ東京） - 警官 役
- 「メディカルチーム レディ・ダ・ヴィンチの診断」第2話（2016年10月18日、フジテレビ）- リポーター役
- 「増山超能力師事務所」第10話（2017年3月9日、日本テレビ） - 警官 役
- 「特殊犯罪課・花島渉」（テレビ朝日）
  - 第1作（2017年3月16日） - アナウンサー 役[11]
  - 第2作（2017年9月17日） - リポーター 役
- 「警視庁捜査一課9係」第12シリーズ 第1話（2017年4月12日、テレビ朝日） - キャスター 役
- 日曜ワイド「管理官 明石美和子 十四番目に来た女」（2018年3月4日、テレビ朝日） - ニュース（声） 役
- 「anone」最終話（2018年3月21日、日本テレビ） - アナウンサー 役
- 「新しい王様」第2シリーズ 第2話（2019年2月26日、TBS） - 関東テレビプロデューサー 役
- 「孤高のメス」第4話（2019年2月3日、WOWOW） - 記者 役
- 「ブラックポストマン」第2話（2023年8月25日、テレビ東京） - 記者 役

### 映画
- 「東京フレンズ The Movie」（2005年6月8日） - 飯塚敏行 役
- 「図書館戦争」（2013年4月27日） - 隊員（声） 役
- 「秘密 THE TOP SECRET」（2016年8月6日） - （声） 役
- 「あまのがわ」（2019年2月9日） - 予告編ナレーション

### 再現
- 「硫黄島〜戦場の郵便配達〜」（2006年12月9日、フジテレビ）[12]
- 「地下鉄サリン事件 15年目の闘い〜あの日、霞ヶ関で何が起こったのか〜」（2010年3月20日、フジテレビ） - 刑務官 役[13]

### CM
- キッセイ薬品工業「誕生と想い篇」  - ナレーション
- 味の素「ギョーザ・お家でギョーザパーティー篇」
- HONDA「誰でもわかるといいな IMA」 - ハイブリッドくん（声） 役
- 「マリンピュアクリスタル 女性篇」 - ナレーション

### 企業VP
- ローソン「セーフティーステーション活動」 - 大学生 役
- 安全衛生ビデオ「職場巡視の効果的な進め方」
- 富士通「CEATEC展示映像」

### ラジオ
- ミュージック白書～Artist History～（2022年 - 、かしわプロダクション制作）

### その他
- 「関ジャニ∞クロニクル」「前向き記者会見」（2015年） - 記者 役
- 「自転車つれづれ旅日和」（BS-TBS） - 番宣ナレーション

### イベント
- JGAS コモリブース